# Snarup-Tumby
Snarup-Tumby (dansk) eller Schnarup-Thumby (tysk) er to landsbyer og en kommune beliggende omtrent 17 km nordøst for Slesvig og 17 km vest for Kappel i Angel i Sydslesvig. Administrativt hører kommunen under Slesvig-Flensborg kreds i den tyske delstat Slesvig-Holsten. Under kommunen hører ved siden af hovedbyerne Snarup og Tumby også Eslingskov el. Eslingholt (Eslingholz), Hessel (Thumbyhassel), Kathy, Klåholt (Klaholz), Kønholt (Köhnholz), Lilleholm (Lüttholm), Pabtoft, Tingvad (Dingwatt) og Tumbymark (Thumbyfeld). Kommunen samarbejder på administrativt plan med andre kommuner i omegnen i Midtangel kommunefællesskab (Amt Mittleres Angeln). I kirkelig henseende hører Snarup-Tumby under Tumby Sogn. Sognet lå i Strukstrup Herred (Gottorp Amt), da området tilhørte Danmark.

## Historie
Snarup er første gang nævnt 1352. Stednavnet henføres til snabe i betydning kile eller forspring. Snabe betyder i det sønderjyske et lille hjørne af noget og er beslægtet med næb og snabel. Tumby er også første gang nævnt 1352 (Reg. cap.). Stednavnet henføres til mandsnavn Tume, som står i forbindelse med gudsnavn Tor (islandsk Þór). Kønskov eller Kønholt er første gang nævnt 1587. Forleddet henføres til oldnordisk kaun i betydning jordklump. Køn som stednavneled kan som tillægsord også betyde modig og stærk. Muligt er også afledningen af oldnordisk konr for afkom og søn. Eslingskov eller Eslingholt er første gang dokumenteret 1804/05 som Eslingskov. Stednavnet henføres til esk og -kilde eller til mandenavnet Eskil.

## Geografi
Snarup og Tumby er beliggende i morænelandskabet nord for Slien. Jorderne er gode, der er små skovpartier såsom Moseskov ved Kønholt og Eslingskov. Øst for Tumby løber Tingvad Å mod syd. Åen munder efter få km i Vedelbækken (også: Boskov Å og Vedelspang Å). Indtil 1864 var skolesproget i Tumby dansk.

## Tumby Kirke
Sognekirken er beliggende ved Tumbys østlige ende ved Tingsvad Å. Kirken er bygget dels af kampesten, dels af mursten med tegltag og uden tårn, men med fritstående klokkehus. Kirken er viet Døberen Johannes. Kirken nævntes allerede 1442 på latin som capelle Tumbui.